# André Pinto Rebouças
André Pinto Rebouças   (Cachoeira, 13 de gener de 1838 - Funchal, 9 d'abril de 1898) va ser un enginyer militar brasiler. Va ser un dels més importants articuladors del moviment abolicionista i persona de confiança de la família imperial. És reconegut també com una de les figures afrobrasileres de major importància del segle xix.

## Biografia
El bahiano André Rebouças era fill d'Antônio Pereira Rebouças (1798-1880) i de Carolina Pinto Rebouças. El seu pare, fill d'una negra (nascuda lliure) i d'un sastre portuguès, era advocat autodidacte, diputat i conseller de l'emperador Pere II. També era nebot del Dr. Manuel Maurício Rebouças, metge, professor de la Facultat de Medicina de Bahia i combatent en la Guerra d'Independència del Brasil. El febrer de 1846, la família Rebouças va migrar a Rio de Janeiro, anant a viure en un sobrado en l'antic carrer de Matacavalos, actualment Riachuelo.
El 1854, André Rebouças va ingressar a l'Escola Militar de Rio de Janeiro, concloent el curs preparatori d'oficials el 1857, amb rang de tinent de segona. El 1859 es va graduar en Ciències Físiques i Matemàtiques a l'Escola Militar de Praia Vermella, i va obtenir el grau d'enginyer militar un any després. El gener de 1861, l'Escola Militar va concedir-li una beca d'estudis de dos anys a Europa, on va conèixer París, Londres, Liverpool i Manchester. Va retornar al Brasil el novembre de 1862. Servint en la Guerra del Paraguai, a la què s'havia presentat com a voluntari, Rebouças va desenvolupar un torpede, que va ser utilitzat amb èxit.

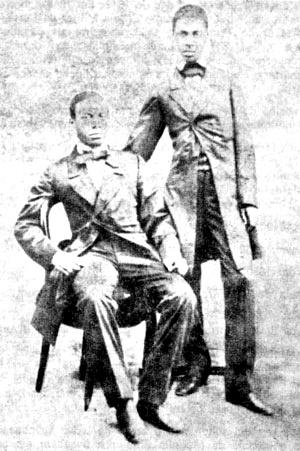
André Rebouças i el seu germà Antônio Rebouças, qui també era enginyer.

Un cop va llicenciar-se, va guanyar fama a Rio de Janeiro, llavors capital de l'Imperi del Brasil, al solucionar el problema de proveïment d'aigua, portant-la de fonts de fora de la ciutat. Tot seguit, el 1871, André i el seu germà Antônio van presentar a l'emperador Pere II el projecte d'una línia de ferrocarril que es dirigiria a Antonina, al litoral paranaense, des de Curitiba, la capital d'aquell estat. El projecte va modificar-se durant la fase d'execució, i finalment es va optar per comunicar Curitiba amb el port de Paranaguá. Encara avui, aquesta obra ferroviària és destacada per la gosadia de la seva concepció i com va permetre salvar el marcat desnivell de la Serralada del Mar. En aquella època, va aprofitar els contactes a Europa per afavorir la carrera del compositor Antônio Carlos Gomes.
Al costat de Machado de Assis, Cruz e Sousa i José do Patrocínio, André Rebouças va ser un dels representants de la petita classe mitjana negra en ascens en el Segon Regnat i una de les veus més importants a favor de l'abolicionisme al Brasil. Va ajudar a crear la Societat Brasilera Contra l'Esclavitud, al costat de Joaquim Nabuco, José do Patrocínio i altres. També va participar de la Confederació Abolicionista i va redactar els estatuts de l'Associació Central Emancipadora i de la Societat Central d'Immigració, juntament amb el Vescomte de Taunay. Entre setembre de 1882 i febrer de 1883, Rebouças va romandre a Europa, retornant al Brasil per a donar continuïtat a la campanya per l'abolició de l'esclavitud. La firma la Llei Àuria (1888) va precipitar la caiguda de l'imperi, i, així, el 1889, André Rebouças va embarcar en el vaixell de la família imperial, amb destinació a l'exili europeu. Durant dos anys, roman a Lisboa, com corresponent del diari londinenc The Times. Posteriorment, es va traslladar a Cannes. El 1892, Rebouças va acceptar una feina a Luanda, i també va conèixer Moçambic i la República del Transvaal.
A partir de mitjans de 1893, va residir a Funchal, a l'Illa de Madeira. Els seus últims anys van ser marcats per patir una greu depressió. El 9 de maig de 1898 va trobar la mort al caure d'un penya-segat. Encara que la investigació no va ser concloent, la principal hipòtesi apunta a que s'hi va suïcidar.

## Homenatges
El Club d'Enginyeria va prestar homenatge a l'enginyer mulat el 1988, centenari de l'abolició de l'esclavitud al Brasil. Correios e Telégrafos do Brasil va llançar una nova col·lecció de segells, amb un d'ells dedicat a Rebouças. El petrolier André Rebouças, classe Suezmax, de la Transpetro, va ser batejat amb el seu nom el desembre de 2014 i el viatge inaugural va ser realitzada el maig de 2015.
L'octubre de 2024, el president Luiz Inácio Lula da Silva va sancionar la Llei núm. 15.003, autoria del Diputat Alessandro Molon, que inscrivia el nom d'André Rebouças en el Llibre dels Herois i Heroïnes de la Pàtria.